# Dawid Drachal
Dawid Drachal (Radom, 31 de enero de 2005) es un futbolista polaco que juega de centrocampista en el Jagiellonia Białystok de la Ekstraklasa.

## Estadísticas

### Clubes
Actualizado al último partido disputado el 24 de septiembre de 2023.
| Club                        | Div.          | Temporada     | Liga  | Liga  | Liga   | Copas nacionales | Copas nacionales | Copas nacionales | Copas internacionales | Copas internacionales | Copas internacionales | Total | Total | Total  |   |
| Club                        | Div.          | Temporada     | Part. | Goles | Asist. | Part.            | Goles            | Asist.           | Part.                 | Goles                 | Asist.                | Part. | Goles | Asist. |   |
| --------------------------- | ------------- | ------------- | ----- | ----- | ------ | ---------------- | ---------------- | ---------------- | --------------------- | --------------------- | --------------------- | ----- | ----- | ------ | - |
| Miedź Legnica II · Polonia  | 4.ª           | 2022-23       | 4     | 2     | 0      | —                | —                | —                | —                     | —                     | —                     | 4     | 2     | 0      |   |
| Miedź Legnica II · Polonia  | Total club    | Total club    | 4     | 2     | 0      | 0                | 0                | 0                | 0                     | 0                     | 0                     | 4     | 2     | 0      |   |
| Miedź Legnica · Polonia     | 1.ª           | 2022-23       | 16    | 1     | 0      | 0                | 0                | 0                | —                     | —                     | —                     | 16    | 1     | 0      |   |
| Miedź Legnica · Polonia     | Total club    | Total club    | 16    | 1     | 0      | 0                | 0                | 0                | 0                     | 0                     | 0                     | 16    | 1     | 0      |   |
| Raków Częstochowa · Polonia | 1.ª           | 2023-24       | 4     | 3     | 1      | 0                | 0                | 0                | 0                     | 0                     | 0                     | 4     | 3     | 1      |   |
| Raków Częstochowa · Polonia | Total club    | Total club    | 4     | 3     | 1      | 0                | 0                | 0                | 0                     | 0                     | 0                     | 4     | 3     | 1      |   |
| Total carrera               | Total carrera | Total carrera | 24    | 6     | 1      | 0                | 0                | 0                | 0                     |                       | 0                     | 0     | 24    | 6      | 1 |